# Czóbel Margit
Czóbel Margit (Nagyőr, 1891. július 29. – Nagyőr, 1972.) festő.

## Élete
Báró Czóbel István (?-1932) irodalmár, filozófus és Mednyánszky Margit Miri (?-1937) gyermeke. Testvérei voltak István (1889-1889), Marianna (1890-1919), István (1894 - eltűnt az első világháborúban). Anyai nagybátyja Mednyánszky László festő, apai nagynénje Czóbel Minka írónő.
A bécsi Konstantin Lohwag Frida volt a rajztanáruk. Marianna és Margit a Budapesti Képzőművészeti Főiskolán tanultak, de édesanyjuk az első világháború idején hazahívta őket.
A második világháború végén sem hagyta el a kastélyt, s elrejtette Mednyánszky Nagyőrben maradt képeit, melyek csak halála után kerültek elő. Margit élete végéig a nagyőri kastélyban maradt, ami 1945 után már nem volt egyszerű. A helyiek tanúsították, hogy támogatta a partizánokat. Halála után a kastély a Szlovák Nemzeti Galéria tulajdona lett.
Sokat olvasott és sportolt: túrázott, korcsolyázott, síelt, lovagolt, nyáron a Poprád folyóban úszott. 1916-ban és 1922-ben a Nemzeti Szalonban állított ki. Andersen mesegyűjteményének és Tormay Cecile könyvének illusztrációjáért 1920-ban állami díjat kapott. 2011-ben Pozsonyban állították ki műveit, közösen az általa megmentett egykori képekkel Katona Ferdinándtól (1864-1938), és Konstantin Fridától (1884-1918).